# Brama Warszawska w Poznaniu
Brama Warszawska (niem. Warschauer Thor) – wschodnia główna brama poznańskiej twierdzy, stanowiącą część umocnień prawobrzeżnych miasta. Została wzniesiona w latach 1838–1842 i pełniła funkcję obronną oraz komunikacyjną.

## Historia
Brama  była jednoprzelotową budowlą, której narożniki zdobiły cztery niewysokie wieże. Miała identyczny wygląd zarówno od strony przedpola, jak i miasta, z tą różnicą, że od strony zewnętrznej znajdował się pruski orzeł. Przez bramę prowadziła droga na Komandorię i dalej do Warszawy, co tłumaczy jej nazwę. Podobnie jak inne bramy miejskie, była otwarta również nocą. W 1924 roku została rozebrana w ramach modernizacji infrastruktury miejskiej.

## Lokalizacja

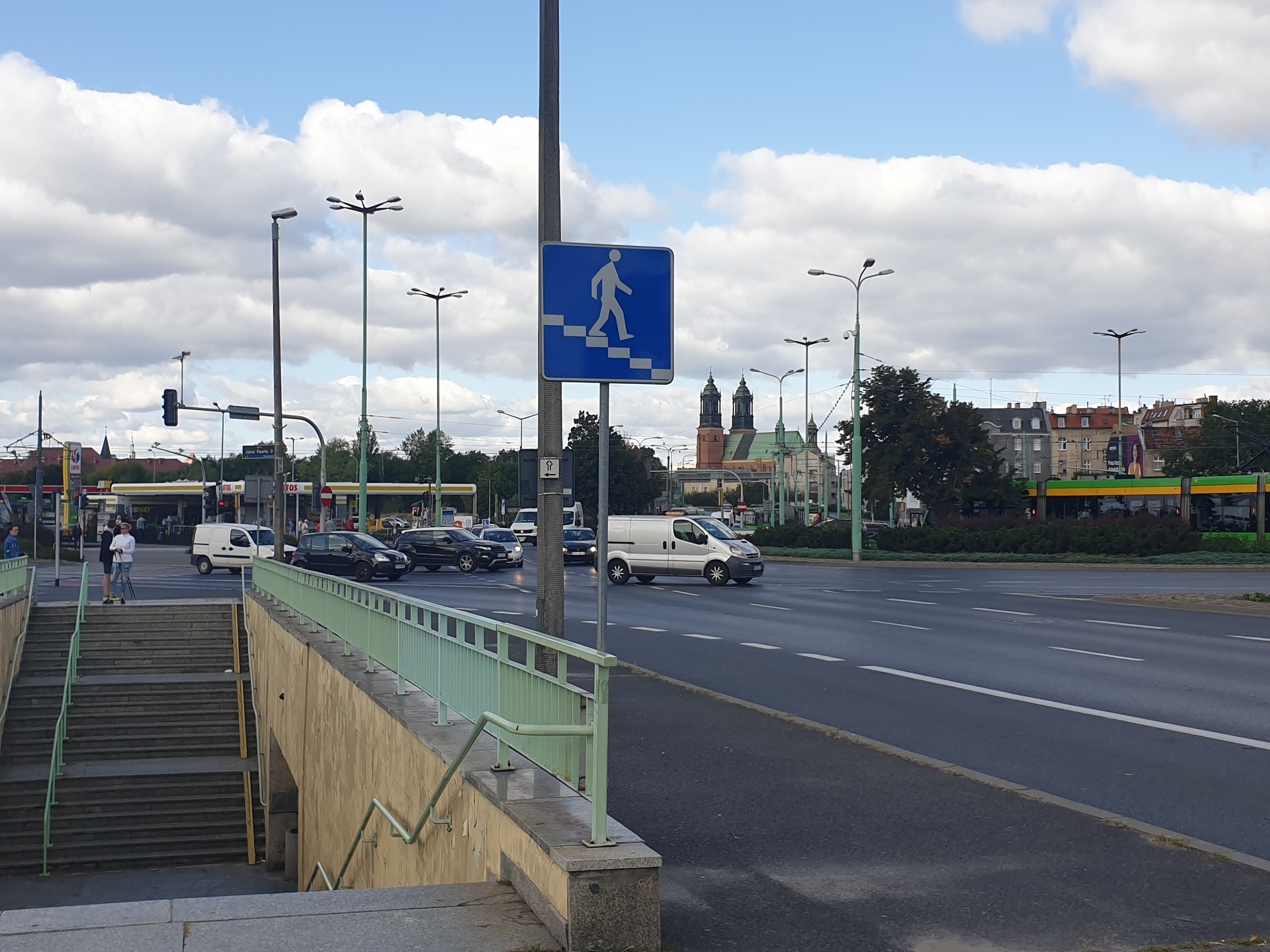
Rondo Śródka, widok od strony ul. Warszawskiej

Brama Warszawska znajdowała się w miejscu dzisiejszego Rondo Śródka, które jest jednym z ważniejszych węzłów komunikacyjnych Poznania.

## Kolejowy przystanek osobowy
Nazwę "Brama Warszawska" nosił również przystanek kolejowy na linii Poznań Wschód – Poznań Malta, który został zlikwidowany w 1949 roku.